# Begench Gundogdyev
El teniente general Begench Atayevich Gundogdyev (en turcomano: Begenç Ataýewiç Gündogdyýew, en ruso: Бегенч Атаевич Гундогдыев) es un general y político turcomano que actualmente se desempeña como décimo ministro de Defensa de Turkmenistán bajo la presidencia de Gurbanguly Berdimuhamedow. Anteriormente ocupó este mismo puesto entre 2011 y 2015, reemplazando a Yaylym Berdiyev.

## Biografía

### Carrera temprana
Nació en la ciudad de Asjabad en noviembre de 1976 en el seno de una familia étnicamente turcomana. Ingresó al ejército en septiembre de 1993, cursando el Instituto Militar del Ministerio de Defensa y egresando en junio de 1997 de la carrera de Comando y Táctica de Tropas de Artillería. En marzo de 2012, se graduó de la facultad académica de formación avanzada para el alto mando en el instituto. En junio de 2012 se graduó en ausencia de la Academia Militar de Bielorrusia con un título en administración estatal y militar. De 1997 a 2009, ocupó varios cargos en las Fuerzas Armadas de Turkmenistán. En julio de 2009, Gundogdyev fue nombrado Viceministro de Defensa y, al mismo tiempo, Jefe del Departamento Principal de Adquisiciones y Logística de Turkmenistán. Hasta entonces, era el agregado militar de Turkmenistán en los Estados Unidos. Cuatro meses después, fue nombrado Jefe del Estado Mayor General, cargo que mantendría durante 1 año y 144 días antes de convertirse en Ministro de Defensa de Turkmenistán, con el rango de Teniente coronel.

### Ministro de Defensa (primera vez)

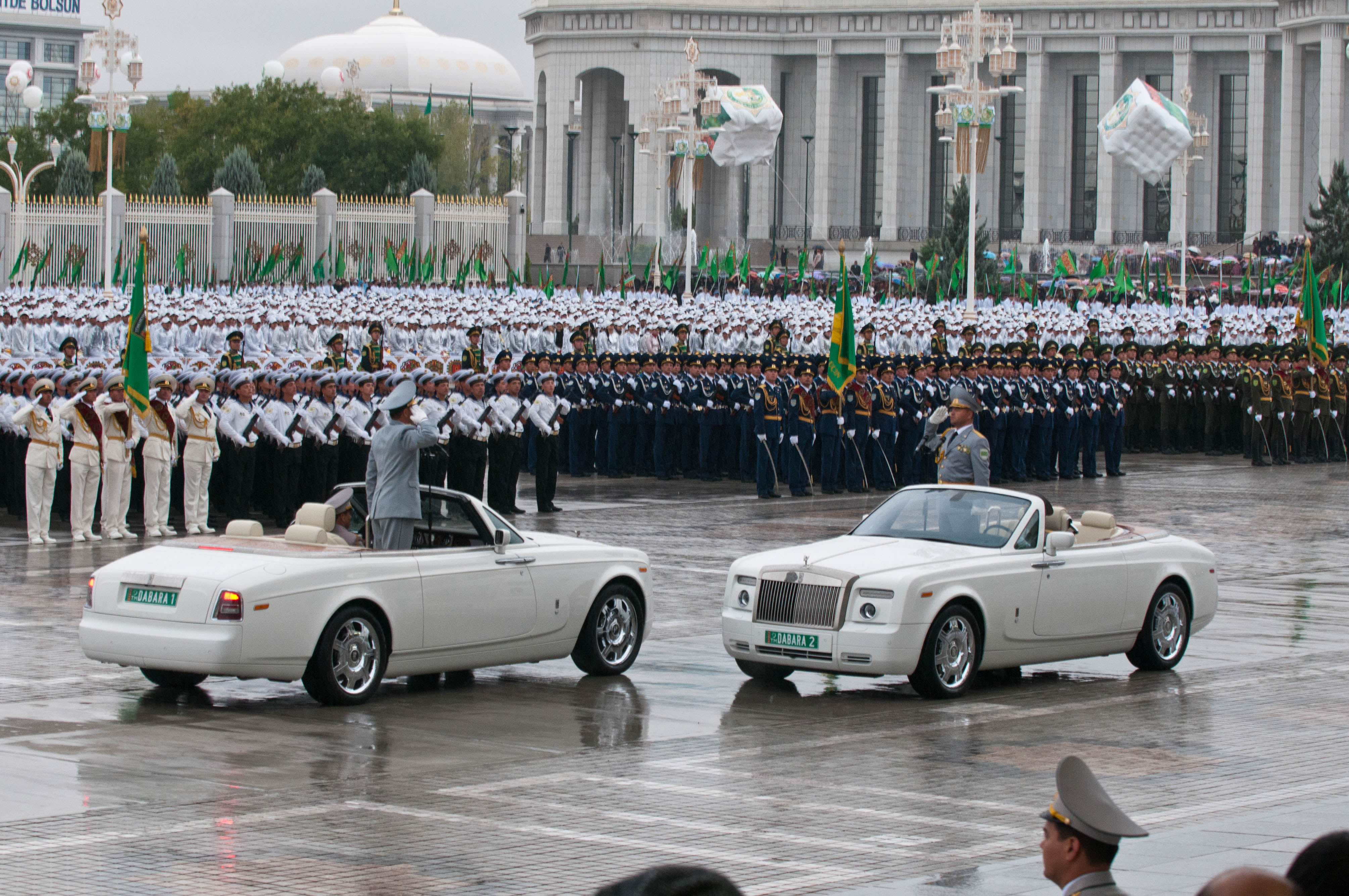
Gundogdyev (derecha) recibiendo el informe de un oficial militar en octubre de 2011

En julio de 2011, fue degradado a coronel por su manejo de la explosión del depósito de armas de 2011. Una de sus primeras apariciones importantes en este papel fue en el Desfile del Día de la Independencia de Turkmenistán, donde inspeccionó a las tropas en la Plaza de la Independencia. Gundogdyev también supervisó maniobras militares en el Mar Caspio en el segundo año de su mandato. El 11 de marzo de 2012, visitó a los cadetes turcomanos en la Universidad de Protección Civil de Bielorrusia del Ministerio de Situaciones de Emergencia .
El 25 de enero de 2013, el presidente Gurbanguly Berdimuhamedow lo ascendió a general de división (una estrella). El 28 de septiembre de 2021, el presidente lo ascendió a teniente general (dos estrellas).

### Otros cargos
Fue destituido como ministro el 5 de octubre de 2015, siendo reemplazado por Yaylym Berdiyev, y nombrado comandante de la guarnición de las Fuerzas Navales, cargo que mantendría hasta la primavera de 2016. El 1 de marzo de 2016, fue nombrado jefe del Servicio Estatal Fronterizo de Turkmenistán y, al mismo tiempo, comandante de las Tropas Fronterizas de Turkmenistán. El 15 de agosto de 2017, el presidente Berdimuhamedow degradó a Gundogdyev a coronel luego de que este último no manejara los incidentes en la frontera de Turkmenistán con Irán y Afganistán en julio de 2017, cuando cuatro militantes de ISIS intentaron cruzar al territorio de Turkmenistán. A pesar de estos incidentes, sería ascendido en marzo de 2018 a mayor general.

### Ministro de Defensa (segunda vez)
Fue reelegido ministro de Defensa el 14 de junio de 2018. El 22 de enero de 2020, recibió una "reprimenda severa con la advertencia final por desempeño inadecuado de funciones oficiales". Fue reprendido, entre otras cosas, por permitir que las tropas cancelaran automóviles aún útiles a particulares (por ejemplo, varios camiones ZiL y Ural se vendieron de un grupo de vehículos estacionado en la ciudad de Serdar). En junio de 2020, Gundogdyev encabezó la delegación turcomana en lugar del presidente en el Desfile del Día de la Victoria de Moscú de 2020 en la Plaza Roja.
El 6 de abril de 2022, Gundogdyev fue nombrado simultáneamente secretario del Consejo de Seguridad del Estado de Turkmenistán.

## Vida privada
Además del idioma turcomano, también habla ruso e inglés. Está casado y tiene cuatro hijos.

## Condecoraciones y reconocimientos

### Condecoraciones
- Medalla "Por amor a la Patria" (2014)[18]
- Medalla del Jubileo "20 años de la Independencia de Turkmenistán" (2011)
- Medalla "Participante del desfile militar dedicado al 20 aniversario de la independencia de Turkmenistán"[19]
- Medalla del Jubileo "25 Años de Neutralidad de Turkmenistán" (2020)[20][21]

### Rangos honorarios
- "Türkmenistanyň Watan goragçysy" ("Defensor de la Patria Turkmenistán")[22]